# Хання

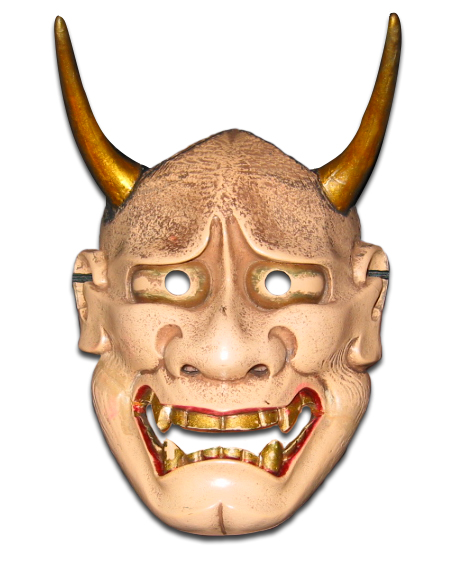
Маска Хання

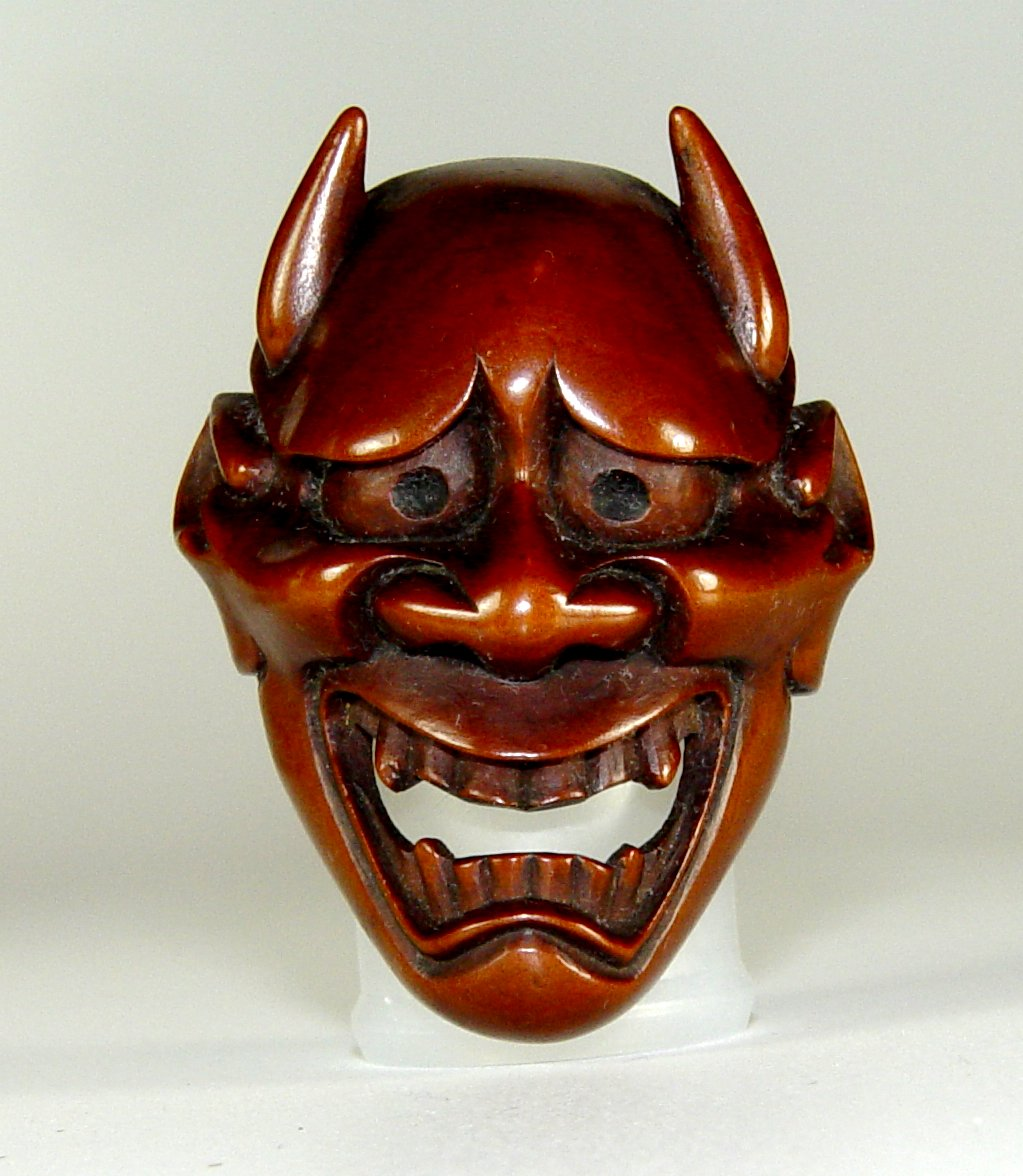
Брелок-нэцкэ в виде Хання, XVIII столетие

Хання (яп. 般若) — маска, которая используется в японском театре но, представляющая собой страшный оскал ревнивой женщины, демона или змеи, при прямом её положении. Однако если маску немного наклонить, то из-за скошенных бровей создаётся видимость безутешно рыдающего лица. Маска обладает двумя острыми бычьими рожками, металлическими глазами и полураскрытым ртом от уха до уха.

## Происхождение названия
Название «Хання» (般若) является китайско-японским словом для передачи буддийского понятия праджня или просветлённой мудрости. Одна традиция утверждает, что это название дано маске по имени художника, монаха Хання-бо (般若坊), который, как говорят, усовершенствовал её внешний вид. Другим объяснением является то, что совершенная мудрость сутр и их вариаций считалась особенно эффективной в отношении женщин-демонов. Согласно альтернативному объяснению, мастеру нужно много умения для того, чтобы создать эту маску.

## Использование
Хання используется во многих японских пьесах театров но и кёгэн, а также в синтоистских ритуальных танцах кагура. Маска изображает душу женщины, которая превратилась в демона из-за одержимости или ревности. Дух женщины, брошенной возлюбленным ради другой или обманутой им, приходит в этом виде для мщения сопернице. Среди постановок, в которых встречается маска, наиболее известны «Аой-но Уэ» (葵上) и «Додзёдзи» (道成寺); выделяющийся и пугающий внешний вид Хання делают её одной из самых узнаваемых масок театра Но.
Хання бывает разного цвета: белая маска указывает на женщину аристократического положения (например, дама Рокудзё во второй части «Аой-но Уэ»), красная маска изображает женщину из низших классов (встречается в «Додзёдзи») и бордовая, тёмно-красная маска изображает собственно демонов, вселившихся в женское тело (показаны в постановках «Момидзигари» и «Куродзука»).

## Хання в популярной культуре
- В манге «Sekirei» Мия Асама, сэкирэй № 1, носит прозвище «Хання Севера», так как, когда она хочет напугать других персонажей, позади неё часто появляется спектральное изображение Хання.
- В манге «Toriko» главный герой может запугать других, создавая над собой образ Хання.
- В серии «Yakuza» татуировку в виде белой маски Хання, окруженной цветами и змеей, носит на спине Горо Мадзима, один из ключевых персонажей серии.
- В видеоигре «Ghostwire: Tokyo» белую маску Хання, имеющую чёрные подтеки в области рта и глаз, носит Хання, главный антагонист игры.
- В корейской манхве «Лукизм» маску «Хання» носит один из директоров второго филиала банды «Работяги».